# 久田見村
久田見村（くたみむら）は、かつて岐阜県加茂郡に存在した村である。
現在の加茂郡八百津町西北部、及び七宗町南部（川並地区）に該当する。

## 歴史
- 江戸時代末期、この地域は美濃国加茂郡であり、尾張藩領であった。
- 1889年（明治22年）7月1日 - 町村制により久田見村が村制施行。
- 1897年（明治30年）4月1日 - 上吉田村と久田見村が合併し、新たに久田見村が発足。
- 1953年（昭和28年）5月1日 - 加茂郡上麻生村と境界変更。久田見村大字上吉田の一部（川並集落）が上麻生村に編入される。
- 1956年（昭和31年）9月30日 - 八百津町に編入される。

## 学校
- 久田見村立久田見小学校（現・八百津町立久田見小学校）
- 坂上分校（1965年廃校）
- 大平分校（1965年廃校）
- 久田見村立久田見中学校（1991年に福地中学校と統合。現・八百津町立八百津東部中学校）

## 神社・仏閣
- 久田見神明神社
- 白鬚神社